# De triplici statu mundi
Das dem katalanischen Theologen Francesc Eiximenis zugeschriebene mittelalterliche Traktat De Triplici Statu Mundi (lateinisch: Über den dreifachen Zustand der Welt) befasst sich mit der Eschatologie. Das 1378–1379 auf Latein verfasste kleine Werk wurde von Albert Hauf 1979 veröffentlicht.

## Inhalt
Das Traktat gliedert die Menschheitsgeschichte in drei Abschnitte, „Zustände“ genannt, als demzufolge wären:

### Erster Zustand
Die ersten Menschen waren böse und kriegerisch. Deswegen schickte Gott ihnen verschiedene Strafen: Die Sintflut, die Ägyptische Sklaverei, Sodom und Gomorra, das goldene Kalb vom Sinai, die Tötung der Aaronssöhne Nadab und Abihu wegen Verletzung der Opfervorschriften, Bestrafung Korachs wegen Aufruhrs und schließlich die Zerstörung Jerusalems während der Zeit des Titus und Vespasian. Der Verfasser betrachtet das jüdische Volk als das von Gott bevorzugte Volk während dieses Abschnittes der Weltgeschichte.

### Zweiter Zustand
Auch während dieses Zeitalters sandte Gott seine Strafen, allerdings nicht so zahlreich wie die des ersten Zeitalters. Gott hatte hier vielmehr Bernard von Clairvaux, Franz von Assisi und Dominikus gesandt, um den Menschen zu helfen. Am Ende dieses Zeitalters und vielleicht vor dem Ende dieses Traktats (14. Jahrhundert) stünden große Nöte und Katastrophen bevor, die größer sein sollten als die des ersten Zeitalters. Schließlich werde der Antichrist erscheinen.
Acht Merkmale dieser hier vorkommenden Zeiten werden aufgeführt. Das achte Merkmal stellt die Spaltung der Kirche während des abendländischen Schismas dar. Dabei verteidigt der Autor den (römischen) Papst Urban VI. und kritisiert das Avignonesische Papsttum. Einige Merkmale des herbeizitierten Antichrist treffen auf die Kaiser Friedrich Barbarossa und Friedrich II. zu. Die Aufgaben dieses Antichrists waren im mittelalterlichen eschatologischen Denken u. a. die Eroberung des Heiligen Landes und die Bekehrung der Ungläubigen.
Dieser Antichrist werde grausam und dem endzeitlichen Antichrist ähnlich sein. Als Trost erhalten die Menschen einige Verhaltensregeln für diese Endzeit. Nach Albert Hauf entsprechen sie den Regulae pro tempore persecutionis (lateinisch: „Regeln für die Zeit der Verfolgung“) aus der Hand eines anderen Autors, die auch in anderen Büchern erwähnt werden.

### Dritter Zustand
Nach der von diesem Antichrist verursachten Ungnade werde es allgemeinen Frieden und eine Schuldbefreiung der Priester geben. Nur die guten und ausgewählten Menschen würden in dieser Zeit bestehen. Es werden keine Angaben hinsichtlich der Dauer dieser Zeit gemacht. Dieser Zustand werde mit der Ankunft des endzeitlichen Antichrists beendet, der von Christus getötet und niedergeschlagen werden wird. Anschließend wird das Jüngste Gericht beginnen.

## Einflüsse
Als Quellen werden Hildegard von Bingen, Joachim von Fiore und der Eremit von Lampedusa ausdrücklich zitiert.
Ein klarer Einfluss von Joachim von Fiore ist in der Idee der Gliederung der Weltgeschichte in drei Zeitalter erkennbar. Für den Abt von Fiore entsprachen diese drei Zeiten den drei Personen der Trinität. Die erste Zeit entspricht der vorchristlichen Geschichte. Damals waren die Menschen angstvoll und lebten wie Sklaven. Während der zweiten Zeit lebten die Menschen zwischen Blut und Geist, dies geschah laut Joachim zwischen der Geburt Christi und der Zeit um 1260. Nach diesem Jahr würden die Menschen „geistlich leben“.
Auch Einflüsse von Arnau de Vilanova sind denkbar; zumindest sind Formulierungen in seiner Expositio super Apocalipsi (lateinisch: „Erklärung der Apokalypse“) den in diesem Traktat benutzten Ausdrücken sehr ähnlich. Auch Einflüsse von Ubertinus de Casale und Petrus Johannis Olivi sind zu erkennen.

## Debatte über die Autorschaft
Zahlreiche Forscher schreiben Francesc Eiximenis die Verfasserschaft zu: Martí de Barcelona, Tomás Carreras Artau, oder in letzter Zeit Josep Perarnau.
Albert Hauf war zwar auch dieser Ansicht, hatte aber an der Autorschaft von Eiximenis einige Zweifel, als er das Traktat veröffentlichte. Verschiedene Franziskaner waren ebenfalls davon überzeugt: Atanasio López, Andreu Ivars, Josep Pou und Pere Sanahüja. Die Meinung von Pere Bohigas unterstützt diese Auffassung.

## Digitale Ausgaben
- Ausgabe auf der elektronischen Bibliothek NARPAN.
- Die Summa Theologica in der elektronischen Ausgabe der Werke von Francesc Eiximenis (auf Katalanisch und auf Latein).